# Allan Cup
Allan Cup er et ishockeytrofæ, der tildeles mesterholdet på amatørniveau i Canada. Bortset fra i krigsåret 1945 er trofæet blevet uddelt hvert år siden 1909, da de professionelle hold i stedet konkurrerede om Stanley Cup. Trofæet er doneret af og er opkaldet efter den canadiske bankmand og ishockeyentusiast Sir Hugh Montagu Allan.
Trofæet er senest vundet af Dundas Real McCoys fra Dundas i Ontario, der vandt Allan Cup i 2014.

## Historie
I 1908 skete der en opdeling af ishockeyturneringen i Canada. De bedste amatørhold forlod Eastern Canada Amateur Hockey Association, der tillod professionelle og dannede i stedet Inter-Provincial Amateur Hockey Union (IPAHU), en liga kun for amatørhold. Personerne bag Stanley Cup besluttede, at Stanley Cup fremover kun skulle gives til et professieonelt hold, hvorfor der ikke var et trofæ for amatørholdene. Allan Cup blev herefter skænket af forretningsmanden og formanden for Montreal Amateur Athletic Association Sir Hugh Montagu Allan til at blive givet som trofæ for det bedste amatørhold. Som Stanley Cup er det en vandrepokal, der er i vinderholdets besiddelse indtil, der er fundet en ny vinder af turneringen. Tre personer blev udpeget til at administrere trofæet og turneringen: Sir Edward Clouston, Præsident for Bank of Montreal, Dr. H. B. Yates fra McGill University, (donor af Yates Cup til Intercollegiate Rugby Union i 1898) og  Graham Drinkwater, firdobbelt Stanley Cup-mester.
Første vinder af trofæet var Victoria Hockey Club fra Montreal.
Allan Cup er blevet vundet af hold fra alle provinser i Canada og to gange af et hold fra USA, der spillede i den canadiske liga. Den by, der oftest har vundet trofæet er Thunder Bay med ti titler, herunder fire titler, vundet af Port Arthur da Port Arthur var en selvstændig by. Det original trofæ er i dag opbevaret i Hockey Hall of Fame, hvorimod det vindende hold modtager en kopi. 